# Gabrielona nepeanensis
Gabrielona nepeanensis is een slakkensoort uit de familie van de Phasianellidae. De wetenschappelijke naam van de soort is voor het eerst geldig gepubliceerd in 1908 door Gatliff & Gabriel.